# Первая битва при Сент-Олбансе
Первая битва при Сент-Олбансе — первое сражение войны Алой и Белой розы, состоявшееся 22 мая 1455 года в городе Сент-Олбанс, в 22 милях (35 км) к северу от Лондона. Ричард, герцог Йоркский и его союзник Ричард, граф Уорик сразились с Ланкастерами под командованием Эдмунда, герцога Сомерсета, убитого в этом сражении. Ланкастеры оборонялись на баррикадах в течение часа, пока граф Уорик не зашёл им во фланг. Кроме Сомерсета, в сражении погибли видные представители партии Ланкастеров: Томас, лорд Клиффорд, и Перси, Генри, 2-й граф Нортумберленд. Хамфри Стаффорд, наследник герцога Бекингема, был тяжело ранен. Йорк захватил в плен короля Генриха VI и назначил себя констеблем Англии.

## Предыстория
Недееспособность Генриха VI вследствие психического расстройства в 1454 году привела к тому, что Ричарда Йоркского, его ближайшего взрослого родственника, призвали ко двору. Ещё в 1447 году Йорк был назначен лейтенантом Ирландии, находясь в основном в изгнании из Англии, в то время как его давний соперник, Эдмунд Бофорт, герцог Сомерсетский и фаворит короля, был назначен лейтенантом Франции. После неудачи Сомерсета во Франции Йорк неожиданно вернулся в Лондон при значительной поддержке не только знати, большинство из которой видели некомпетентность усилий Сомерсета во Франции, но и общественности. Он представился как защитник закона и призвал короля привлечь Сомерсета к ответственности за его неудачи. Он также хотел, чтобы его признали наследником на английский трон, пока Генрих VI был бездетен. Йорк сформировал вооруженные силы, чтобы ускорить этот вопрос в 1452 году, и после встречи с военным советом и королем, который отчаянно хотел избежать конфликта, требования Йорка были согласованы. В результате Йорк распустил свою армию, но вскоре был арестован и содержался в плену в течение трех месяцев. Казни удалось избежать, так как король нервничал из-за неприятностей; герцог Йоркский был очень популярен и известен как человек чести. Йорк был освобожден только после того, как согласился принести присягу в Соборе Святого Павла, что он никогда больше не поднимет оружие против короля.
После того, как английская армия во главе с сэром Джоном Толботом, 1-м графом Шрусбери, была разгромлена в битве при Кастийоне, с Генрихом VI случился психический срыв и он не мог исполнять свои королевские обязанности. Сомерсет попытался взять под контроль страну и стремился стать лордом-протектором. Однако Сомерсет недооценил влияние и популярность герцога Йоркского, поскольку многие дворяне в Совете (включая ближайших союзников Йорка, его шурина Ричарда Невилла, графа Солсбери и сына Солсбери Ричарда, графа Уорика) были на стороне Йорка. И поэтому Йорк получил назначение управлять Англией в качестве лорда-покровителя и первого советника королевства, пока король оставался недееспособным. Он использовал свое положение, чтобы выступить против своего главного соперника, и, таким образом, герцог Сомерсетский был заключен в тюрьму. Именно в течение этих 14 месяцев стороны противостояния четко сформировались. Кроме того, между герцогами Йоркским и Сомерсетом существовал конфликт; фактически, две самые богатые и видные семьи Севера, Перси и Невиллы, имели свои собственные конфликты. Перси были и остаются по сей день графами Нортумберленда; Невиллы владели и Солсбери, и Уорвиком (полученными по праву их жен), и были одной из самых богатых семей во всей Англии. Кроме того, Невиллы состояли в родстве с герцогом Йоркским, поскольку герцогиней Йоркской была Сесилия Невилл, сестра графа Солсбери. Большая часть сражений между ними шла из-за земли и денег, но оба явно выбрали сторону — Перси за Сомерсета, Невиллы за Йорка.
К Рождеству 1454 года король Генрих оправился от болезни, лишив Йорка власти. Сомерсет был освобожден и восстановлен в прежнем положении. Вновь созвав двор в Вестминстере к середине апреля 1455 года, Генрих и избранный дворянский совет решили провести Великий совет в Лестере. Йорк и его ближайшие союзники ожидали, что Сомерсет предъявит им обвинения на этом собрании. Они собрали вооруженную свиту и двинулись вперед, чтобы помешать королевской свите добраться до Лестера и перехватить их в Сент-Олбансе.